# Palmiste Estate
Palmiste Estate es una localidad de Santa Lucía que forma parte del distrito de Micoud.